# Andreaea wangiana
Andreaea wangiana är en bladmossart som beskrevs av Chen Pan-chieh in Chen Pan-chieh och Wan, T.-l. 1958. Andreaea wangiana ingår i släktet sotmossor, och familjen Andreaeaceae. Inga underarter finns listade i Catalogue of Life.